# Оркестр національної академії сухопутних військ імені гетьмана Петра Сагайдачного

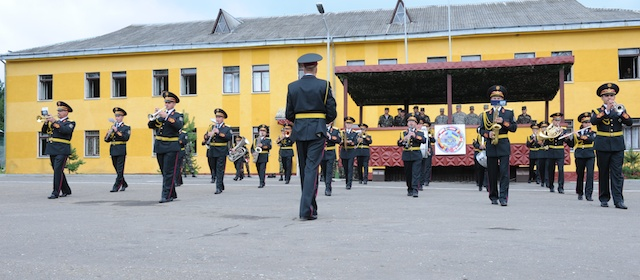

 Військовий оркестр Національної академії сухопутних військ імені гетьмана Петра Сагайдачного — військово-музичний колектив НАСВ імені гетьмана Петра Сагайдачного, призначений сприяти патріотичному, культурному та естетичному вихованню особового складу ЗСУ, пропагувати українське мистецтво та культуру в Україні та за її межами.
Розташування:  вул. Героїв Майдану, 32, м. Львів, 79026.

## Історія
Різноманітна та багатогранна історія оркестру який створений у листопаді 1942 року під Сталінградом. Разом з військами оркестр пройшов дорогами війни від Сталінграду до Праги, з 1946 року — Військовий оркестр штабу Прикарпатської військової округи) та Ансамбль пісні і танцю Західного оперативного командування (створений у липні 1937 року в м. Харкові, з 1945 року — Ансамбль Прикарпатської військової округи. Концертні маршрути колективу сягали від Карпат до берегів Тихого океану, від Півночі до «гарячих» гір Афганістану, а під час Чорнобильської трагедії — безпосередньо в зоні відчуження)).
Військовий оркестр Національної академії сухопутних військ імені гетьмана Петра Сагайдачного (далі військовий оркестр) є професійним творчим колективом та ключовим підрозділом у військово-ідеологічному, культурному та естетичному вихованні особового складу Національної академії. Військовий оркестр приймає активну участь у проведенні державних та професійних свят у Львівському гарнізоні та за його межами, відзначення під керівництвом органів державної влади області і місцевого самоврядування визначних пам’ятних дат українського народу із широким залученням особового складу військових частин, учасників (АТО) ООС та ветеранів російсько-української війни, громадських та волонтерських організацій.  Військовий оркестр являється візитною карткою міста Львова і області.
Важливою складовою професійної діяльності військового оркестру є численні участі в міжнародних фестивалях та презентації на міжнародній арені музичної спадщини українського народу та сучасних музичних творів. За час свого існування військовий оркестр став не однократним лауреатом міжнародних та всеукраїнських конкурсів і фестивалів, а саме:
- м. Краків "Краків – Катовіце"  (Польща) – п’ятиразовий лауреат;
- м. Люрд (Франція);
- м. Обенро (Данія);
- м. Київ "Червона калина";
- м. Суми (Україна) триразовий лауреат;
- м. Одеса (Україна) триразовий лауреат;
- м. Житомир (Україна) та інші.
- м. Чернігів всеукраїнський конкурсу «Озброєні піснею, покликані маршем» – 1 місце.

Саме на військовий оркестр покладається музичне забезпечення численних зустрічей як на Львівщині так і у всьому Західному регіоні, найвищих державних посадових осіб, керівництва Збройних Сил України та представників країн партнерів НАТО в їх офіційних поїздках. Так, як Львівський гарнізон являється одним з найбільших військових гарнізонів України і на теренах якого проходить велика кількість міжнародних навчань та зустрічей. 
На базі військового оркестру проходить підготовка курсантів кафедри «Музичного мистецтва» та підвищення кваліфікації начальників військових оркестрів – військових диригентів Збройних Сил України. 
В цьому колективі проходять службу досвідчені професіонали, зокрема:
- народний артист України;
- заслужений артист України;
- 2 лауреати міжнародних конкурсів та фестивалів;
- 7 лауреатів всеукраїнських конкурсів та фестивалів;
- 2 солісти Львівського Національного театру опери та балету імені Соломії Крушельницької;
- 2 учасника бойових дій;
- 32 військовослужбовці які мають відзнаки Міністерства Оборони України.

Заступник начальника військового оркестру – військовий диригент (з 2022 року) 
- Заслужений артист України майор Юрій Мельник

Начальник військового оркестру – військовий диригент (з 2021 року)  
- підполковник Віктор Цапура